# 更好的人
是一部2024年的澳洲和美國合拍的傳記歌舞劇情片，由麥可·格雷希共同編劇、製作並執導，該片講述英國流行歌手羅比·威廉斯的生平。電影中，威廉斯以人形猩猩的形象出現，該角色由約諾·戴維斯通過動作捕捉技術演繹，並由威廉斯與戴維斯共同配音。電影的其他演員還包括史蒂夫·佩姆伯顿、達蒙·海瑞曼、芮雪兒·班諾、艾莉森·斯戴曼和凱特·穆凡尼等人。
《更好的人》最初2024年8月30日在第51屆泰路萊德影展首映，並於2024年12月25日在美國上映，12月26日在澳洲和英國上映。該片獲得了影評人普遍好評，但在票房表現不佳，尤其是在北美市場。

## 剧情
这部电影讲述了歌手罗比·威廉姆斯的人生故事，但罗比被描绘成一个CG动画的拟人化黑猩猩，因为正如他自己所说，他一直觉得自己“比别人低人一等”。其他角色对此毫无置评，暗示了这种形象完全源于他自己的视角。
在20世纪80年代的特伦特河畔斯托克，八岁的罗比在一场足球比赛中出糗，愤怒地跑开。在家中，他从祖母贝蒂的支持中找到安慰，父亲彼得教他学习法蘭·仙納杜拉风格的唱歌，但同时也经常打击罗比，让他觉得自己毫无价值。在学校戏剧表演中，罗比从一次意外事故中恢复过来，给观众留下了深刻印象，但彼得抛弃家庭的行为让他的快乐戛然而止。罗比紧紧抓住与父亲相关的物品，在搬到小房子时努力保留它们 ("Feel")。
青少年时期，罗比宣布自己渴望成为一名著名歌手，尽管在职业咨询课上受到了批评。当他得知曼彻斯特有一个男孩乐队的试镜时，他的坚持不懈达到了顶峰。最初被拒绝后，罗比的决心和自信为他争取到了流行乐队接招的一席之地。
乐队早期在同性恋酒吧的演出逐渐积累了粉丝群 ("I Found Heaven")。一次面向少女观众的至关重要的演出让他们一炮而红 ("Rock DJ")。随着名气渐长，罗比开始与自我怀疑作斗争，与经纪人奈杰尔·马丁-史密斯就创作控制权展开争夺，并开始滥用药物 ("Relight My Fire")。这些紧张关系最终导致罗比在与蓋瑞·巴洛会面后被乐队解雇。
离开乐队后，罗比陷入了毒瘾，被象征着他内心痛苦的幻觉所困扰 ("Come Undone")。尽管最初受挫，他与流行组合All Saints的成员妮可·阿普尔顿建立了一段恋情 ("She's the One")，与歌曲作者盖伊·钱伯斯建立新的合作关系，促成了他事业的复兴 ("Something Beautiful")。罗比发行了他的首张个人专辑《Life thru a Lens》，巩固了他作为独唱歌手的成功 ("Land of 1000 Dances")，但他的个人生活依旧一团糟。他与妮可的关系破裂，并经历了失去祖母的痛苦 ("Angels")。
在克内布沃思音乐节，罗比迎来了他人生旅程的最低谷 ("Let Me Entertain You")。面对12.5万名歌迷的舞台，他被恐惧所麻痹，同时还要与不断恶化的心理健康作斗争。在一个象征性的场景中，罗比与他过去的不同时期的自己展开了一场激烈的斗争。其中甚至包括他幼年的自己，而他愤怒地“杀死”了那个幼小的自己。罗比艰难地完成了演唱会，意识到他必须直面自己的问题。
演唱会结束后，罗比进入戒毒所，经历了艰苦的戒毒过程，并开始改变自己的人生。他与疏远的朋友和家人和解，包括与童年好友内特深情重聚，以及与妮可友好的分手。他拜访了贝蒂的坟墓，在对她的回忆中找到平静，并决心成为一个更好的人 ("Better Man")。
在皇家阿爾伯特音樂廳，罗比在演唱 ("My Way") 时，在舞台上与父亲彼得和解。他向祖母贝蒂献上了深情的致敬，并最终直面了过去那些自我的幻象，将他们从曾经的阻碍转变为个人成长的动力。在影片感人的结尾，他看到观众席中年轻的自己，这让他重新肯定了自己激励和娱乐大众的目标 ("Forbidden Road")。

## 演員
- 羅比·威廉斯 擔任旁白及演唱。
  - 約諾·戴維斯（英语：Jonno Davies） 飾 羅比·威廉斯（負責配音及動作捕捉）。
  - 亞當·塔克為羅比提供額外的演唱。
  - 卡特·J·墨菲（Carter J. Murphy）為年輕的羅比配音。
- 史蒂夫·佩姆伯顿 飾 彼得·威廉斯／康威，羅比的父親。
- 達蒙·海瑞曼 飾 奈傑爾·馬丁-史密斯（英语：Nigel Martin-Smith），接招合唱團的經理。
- 芮雪兒·班諾（英语：Raechelle Banno） 飾 妮可·阿普爾頓（英语：Nicole Appleton）（All Saints（英语：All_Saints_(group)）樂隊成員及羅比的未婚妻。
- 艾莉森·斯戴曼（英语：Alison Steadman） 飾 貝蒂·威廉姆斯，羅比的祖母。
- 凱特·穆凡尼（英语：Kate Mulvany） 飾 珍妮特·威廉斯，羅比的母親。
- 傑克·西曼斯（Jake Simmance 飾 蓋瑞·巴洛（接招合唱團成員）。
- 利亞姆·海德（Liam Head）飾 霍華德·唐納德（接招合唱團成員）。
- 傑西·海德（Jesse Hyde）飾 馬克·歐文（接招合唱團成員）。
- 蔡斯·沃倫韋德（Chase Vollenweider）飾 傑森·奧蘭奇（接招合唱團成員）。
- 湯姆·哈奇（英语：Tom Budge） 飾 蓋伊·查姆伯斯（英语：Guy_Chambers），羅比的詞曲創作搭檔）。
- 利奧哈維-埃利奇（Leo Harvey-Elledge）飾 連恩·蓋勒格，綠洲樂團主唱。
- 克里斯·岡（Chris Gun）飾 諾爾·蓋勒格，連恩的兄弟，綠洲樂團成員。
- 安東尼·海耶斯（英语：Anthony Hayes） 飾 克里斯·布里格斯。
- 弗雷澤·哈德菲爾德（Frazer Hadfield）飾 內特
- 約翰·奧梅（英语：John O'May） 飾 特里·斯溫頓
- 傑克·麥克明（Jack McMinn）飾 盧克
- 傑米·康登（Jamie Condon）飾 狗仔隊成員

## 製作
該項目於2021年2月首次公布，由麥可·格雷希共同編劇及執導，奧利弗·科爾（Oliver Cole）和西蒙·格里森（Simon Gleeson）也參與編劇工作，並由格雷西與朱爾斯·達利（Jules Daly）及克雷格·麥克馬洪（Craig McMahon）共同製作。據報導，該片的資金來自澳大利亞政府的製片補貼和維多利亞州影業激勵計劃。影片將由Roadshow Films在澳洲和新西蘭發行，國際銷售則由Rocket Science負責。
這部電影被形容為一部諷刺性音樂劇，講述羅比·威廉姆斯三十年音樂生涯的歷程，從他在流行音樂組合接招合唱團的初次成功，到他職業生涯的起伏。據報導，電影將「重新詮釋並再造」他的部分歌曲。

### 選角
威廉姆斯形容拍攝過程「非常奇怪」，並表示自己「坐在化妝間，旁邊坐著扮演你祖母的演員，還有扮演你父母的演員」。 電影片中，威廉姆斯由約諾·戴維斯以CGI猩猩形象演繹，並使用動作捕捉技術來呈現，而威廉姆斯本人則擔任旁白，並為影片的最後一場戲提供自己的配音。儘管威廉斯重新錄製了影片中許多歌曲，但歌手亞當·塔克（Adam Tucker）為這些歌曲提供了額外的演唱。
其他演員包括史蒂夫·彭伯頓、艾莉森·斯特德曼、安東尼·海斯、達蒙·赫里曼和凱特·穆爾凡，而接招合唱團成員分別由傑克·西曼斯（巴洛）、利亞姆·海德（唐納）、傑西·海德（歐文）和蔡斯·沃倫韋德（奧蘭治）飾演。電影的視覺效果由维塔数码提供。

### 拍攝
主要拍攝於2022年5月和6月在墨爾本的墨爾本港區工作室進行。影片中威廉斯在2001年《Live At The Albert》演唱會的現場演唱場景則於2022年11月6日和7日在倫敦的皇家亞伯特音樂廳拍攝。當時，公眾可以以優惠價格穿著晚禮服參加這些演唱會。拍攝也於2023年3月在倫敦進行。

### 音樂
電影中出現的羅比·威廉斯歌曲包括《She's the One》、 《Angels》和《Let Me Entertain You》。格雷西表示，這些歌曲將會「重新演唱」，以適應電影中「情感時刻」的需求。原創配樂由巴圖·謝納（Batu Sener）作曲。 2024年11月22日，威廉斯發行了單曲《Forbidden Road》，來自電影原聲帶，並在英國單曲下載榜上排名第20位。
《更好的人》的原聲帶專輯於2024年12月27日發行，並於2025年1月3日登上英國專輯下載榜的第1位，並在英國電影原聲帶專輯榜上排名第4位。

## 上映
《更好的人》於泰路萊德影展首映，並於2024年9月10日參加多倫多國際影展的放映。此外，該片還於2024年11月20日第55屆印度國際影展開幕式播映
該片由Roadshow Films於2024年12月26日在澳洲上映，並由Entertainment Film Distributors在英國上映。影片於2024年12月25日在美國由派拉蒙影業進行有限上映，並於2025年1月10日進行更廣泛的放映。2025年6月27日，该片在中国大陆上映。

### 票房
截至2025年1月12日，《更好的人》在美國和加拿大的票房收入為198萬美元，在其他地區為1821萬美元，全球總票房達到2020萬美元。
該片在英國和澳大利亞的票房表現平淡，截至2024年12月26日，分別賺得180萬美元和480萬美元。
在美國和加拿大，本片與《鑽石大劫案：極盜戰》同日上映，預計首週末票房約為200萬美元，根據1,291家影院的票房結果，首日票房約為58萬美元，最終首映僅賺得105萬美元，未能進入前10名。 Deadline Hollywood指出，由於影片在威廉斯的故鄉英國表現不佳，影片在美國的票房也注定會失敗。The Sentinel則將電影在北美的失敗歸咎於威廉姆斯在當地缺乏人氣。

### 評價
根據評論匯總網站爛番茄的數據，152位影評人中有88%的評價為正面，平均評分為7.3/10。該網站的共識評價為：「大膽地將主角替換為VFX創作並成功實現，《更好的人》將傳統音樂傳記片以驚心動魄的效果化身為猩猩。」Metacritic基於39位影評人給出77分（滿分100），顯示出「普遍正面」的評價。觀眾在PostTrak的投票中給予影片83%的正面評分，其中63%表示他們「肯定會推薦」這部電影。

## 獲獎紀錄
電影中的歌曲《Forbidden Road》被提名為第82屆金球獎最佳原創歌曲。該曲最初被列入第97屆奧斯卡金像獎最佳原創歌曲的候選名單，但後來因為被發現包含了另一首歌曲的素材而被取消資格。
《更好的人》在2025年澳大利亞影視藝術學院獎中獲得了創紀錄的16項提名。

## 外部連結
- 互联网电影数据库（IMDb）上《更好的人》的资料（英文）
- 官方劇本 的存檔，存档日期2024-12-28.